# Tomáš Došek
Tomáš Došek, né le 12 septembre 1978 à Karlovy Vary, est un footballeur tchèque, qui évolue au poste d'attaquant au 1.FC Brno et en équipe de Tchéquie.
Došek n'a marqué aucun but lors de ses trois sélections avec l'équipe de Tchéquie entre 2002 et 2003.
Il est le frère jumeau de Lukáš Došek.

## Palmarès

### En équipe nationale
- 3 sélections et 0 but avec l'équipe de Tchéquie entre 2002 et 2003.

### Avec le Slavia Prague
- Vainqueur de la Coupe de Tchéquie en 2002.

### Avec le Rapid de Vienne
- Vainqueur du Championnat d'Autriche de football en 2005.